# Символы эсперанто
Си́мволы эспера́нто — совокупность символов, олицетворяющих как сам язык эсперанто, так и всё эсперанто-сообщество. Степень официальности всех этих символов довольно различна, однако, к наиболее часто используемым относят флаг эсперанто, гимн эсперанто-движения и зелёную пятиконечную звезду. К числу дополнительных неофициальных атрибутов относят также зелёный цвет вообще и портрет инициатора эсперанто Л. М. Заменгофа. В 1987 году был представлен ещё один, т. н. «юбилейный символ» эсперанто.

## Зелёная звезда

Зелёная звезда

Впервые зелёная пятиконечная звезда была предложена как символ эсперанто в 1892 году в журнале «Эсперантист» (эсп. La Esperantisto). Вскоре она стала для эсперантистов опознавательным знаком; её носили (и продолжают носить в наше время) в виде нагрудного значка. Она также использовалась на эсперантистской монете «стело». По наиболее распространённой трактовке, пять концов звезды символизируют пять континентов, объединённой одной надеждой на объединение всех стран и народов при помощи эсперанто (зелёный цвет — традиционный цвет надежды).
Существует множество вариантов данного символа (например, встречаются звёзды с буквой «Е» в центре).
Будучи знаковым символом эсперанто, зелёная звезда нередко становилась объектом художественного творчества, например:
Гори, зелёная звезда,
Сияй планете обновлённой.
В лучах твоих она всегда
Пусть будет мирной и зелёнойВ. Чернов

## Флаг эсперанто

Флаг эсперанто

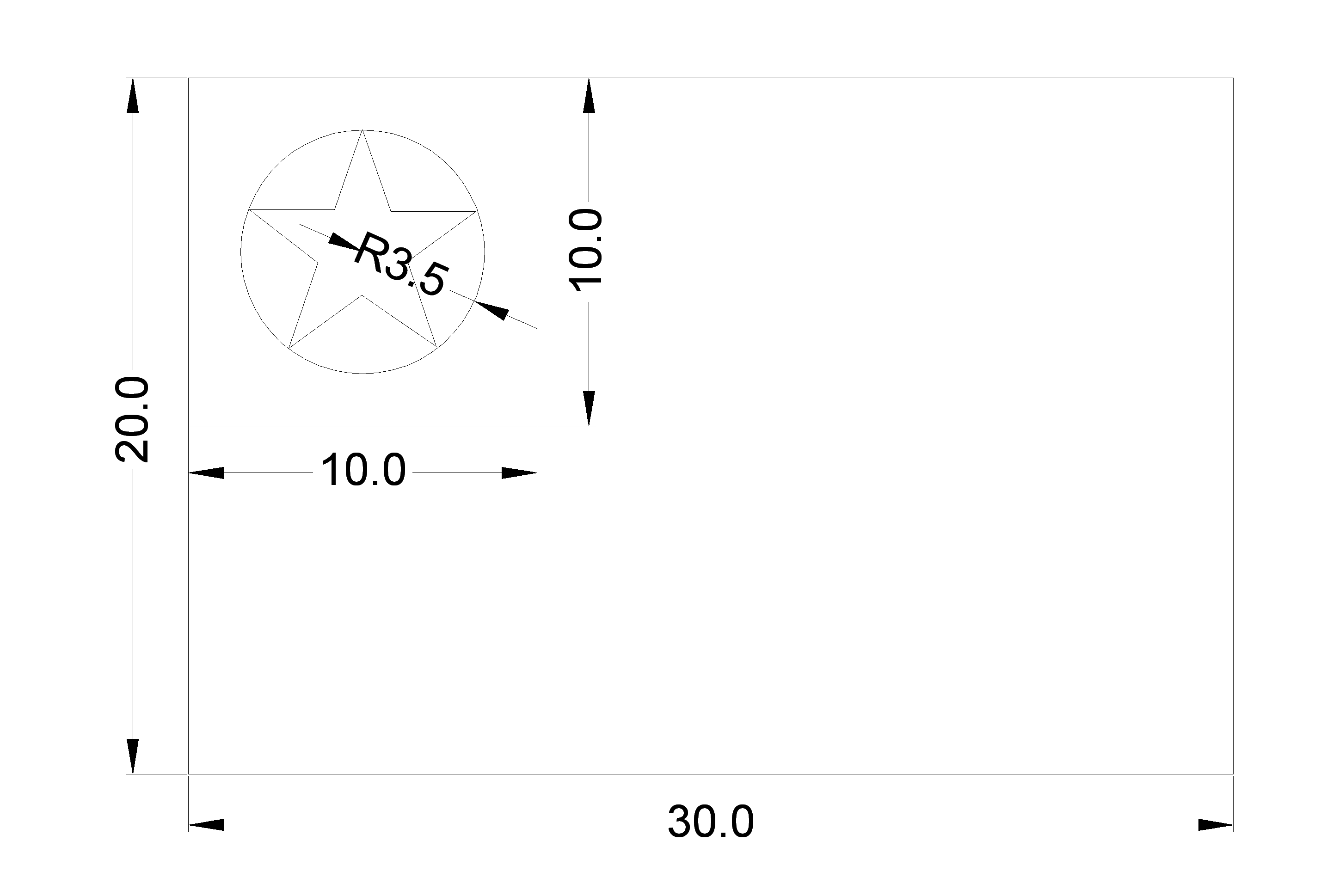
Пропорции флага

Флаг эсперанто представляет собой зелёное полотнище (с пропорцией сторон 2:3), в левый верхний угол которого врезан белый квадрат с изображённой в нём зелёной пятиконечной звездой. Зелёный цвет на флаге символизирует надежду, белый — мир и нейтралитет, пятиконечная звезда — 5 континентов, объединённых одной надеждой.
Вопрос об утверждении флага решался на I Всемирном конгрессе эсперантистов, проводившемся во Франции в городе Булонь-сюр-Мер. Илья Островский (участник из Ялты) предложил принять в качестве официального флаг местной эсперанто-группы, и конгресс принял его предложение.
Флаг эсперанто был использован на логотипе поискового сервера Google 15 декабря 2009 года в день 150-летия инициатора эсперанто Л. Л. Заменгофа.

## Гимн эсперанто-движения
Основная статья: La Espero
Гимном эсперанто является песня на стихотворение самого Заменгофа «La Espero», положенное на музыку французским эсперантистом Фелисьеном Меню де Мени.

## Зелёный цвет
Зелёный цвет — традиционный цвет для обозначения всего, что связано с эсперанто и всем эсперанто-сообществом. Он символизирует надежду (эсп. espero) и является атрибутом на флаге и звезде эсперанто.

## Юбилейный символ

Юбилейный символ эсперанто

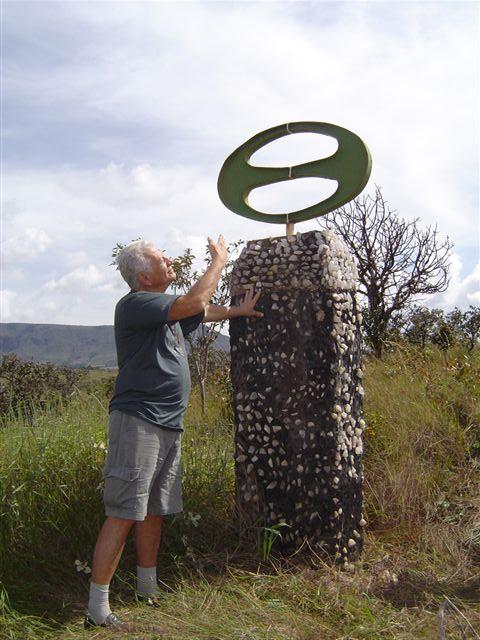
Юбилейный символ эсперанто на памятнике в Алту-Параизу (Бразилия)

Юбилейный символ был разработан бразильским эсперантистом в рамках специально учреждённого конкурса. Победивший символ был представлен бразильским эсперантистом Илмаром Илтуном Феррейрой (позднее представленный им вариант был несколько технически доработан).
Юбилейный символ представляет собой стилизованное изображение земного шара, составленное из латинской буквы «E» и кириллической буквы «Э» (что символизирует объединение Востока и Запада, особенно актуальное в то время, время Холодной войны). Он был торжественно представлен в 1987 году (год столетия эсперанто). Существуют неофициальные названия юбилейного символа, связанные с его формой: «дыня», «яйцо», «мяч для регби». Некоторые эсперантисты критикуют данный символ за то, что его введение порывает с уже устоявшейся традицией. До сих пор использование этого символа довольно ограничено: он применяется лишь как эмблема на изданиях некоторых крупных эсперанто-организаций (таких как UEA и FEL); для рядовых эсперантистов более узнаваемыми по-прежнему остаются более традиционные символы.

## Портрет Заменгофа
Портрет Заменгофа, широко используется в среде эсперантистов, например, как настенный атрибут эсперанто-клуба, несмотря на то, что сам Заменгоф неоднократно подчёркивал, что он является лишь «инициатором эсперанто», и всячески препятствовал созданию какого-либо культа своей личности. Также его портрет использован на серии почтовых марок СССР.

## Интересный факт
Российский исследователь эсперанто-движения Анатолий Сидоров в одной из своих статей утверждает, что идея пятиконечной красной звезды появилась у главы РВС Льва Давидовича Троцкого после того, как он на одном из заседаний увидел характерную эсперантистскую нагрудную зелёную звёздочку у члена Совета и Петроградского общества «Эсперо» Николая Крыленко.
Версия о заимствовании у эсперантистов образа звезды, перекрашенной в красный цвет, также звучит из уст Свечникова, главного героя романа «Казароза».